# Tefriet

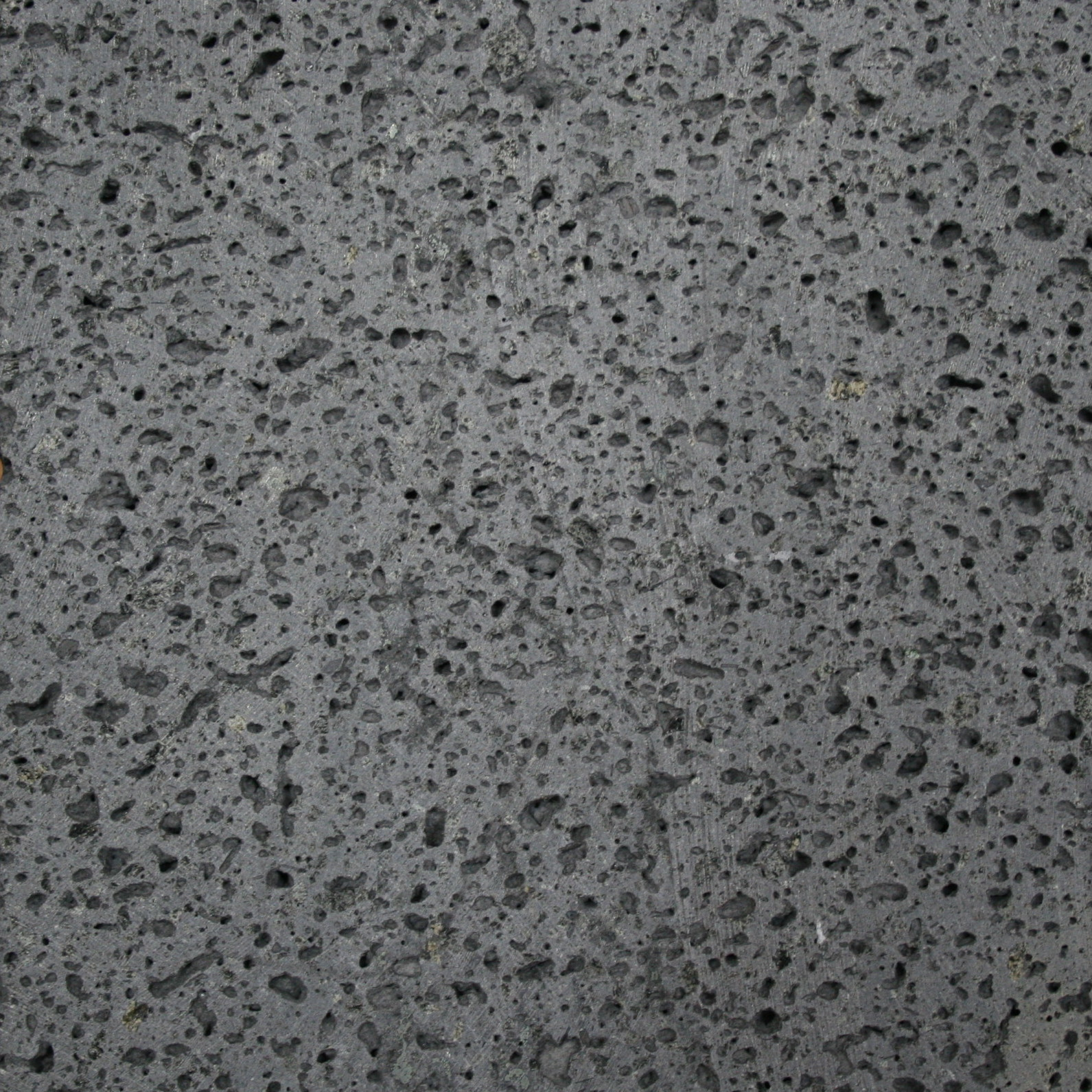
Leucitisch tefriet uit de Eifel

Tefriet is een uitvloeiingsgesteente dat veel alkali's bevat, voornamelijk in veldspaatvervangers (met name nefelien en leuciet) en plagioklaas (rijk aan anorthiet).

## Eigenschappen
Tefriet bevat ook pyroxenen en amfibolen. Olivijn en kwarts zijn afwezig in het stollingsgesteente en de hoeveelheid kaliveldspaat is zeer laag.
Tefriet bevindt zich volgens het QAPF-diagram tussen de basanieten (rijker aan plagioklaas) en de foidieten (rijker aan veldspaatvervangers). De dieptegesteente-variant van tefriet is foid gabbro.

## Naamgeving
De naam van het gesteente tefriet is afgeleid van het Griekse tephra, dat "as" betekent.

## Voorkomen
Tefrieten komen onder meer voor in de Duitse Eifel, op de Italiaanse Monte Vulture en in Namibië. 

## Toepassing
Tefriet werd al in de IJzertijd in de Lage Landen gebruikt als molensteen, om graan op te malen. Het wordt in de moderne tijd als natuursteen toegepast in gevels en andere decoratie.